# Casimir Baecker
Casimir Baecker (Berlín, Alemanya, 2 de març de 1790 - París, Saint-Cloud, 14 de març de 1864) fou un músic arpista alemany.
El 1799 fou adoptat i portat a França per Stephanie Feliciti Ducrest comtessa de Genlis la qual li va ensenyar a tocar l'arpa d'acord amb el seu sistema que incloïa l'ús dels dits petits, 1808 va debutar en concerts a París, però tot i guanyant un brillant èxit que aviat es va esvair en la vida privada, per la seva relació amb Joséphine Duchesnois amb la que va fugir a Alemanya, i amb la que presumptament va tenir un fill (Henri-Achille) el 1810, Alemanya Casimir va ser arpista del rei de Prússia, el 1813 va tornar a París, després del seu matrimoni es va establir en Mantes-la-Jolie, se li va concedir la seva segona sol·licitud d'un canvi de nom de Genlis, 16 de març de 1822 a París que va ser batejat com Frederic Henri Louis Charles Lamorale Casimir Casa Baecker, i s'establí a la rue du Faubourg-Saint-Honoré nº. 45 es van obrir cursos d'arpa en el mètode de la senyora de Genlis, i es va dedicar a l'ensenyança musical fins a la seva jubilació.